# Chicago Skyway

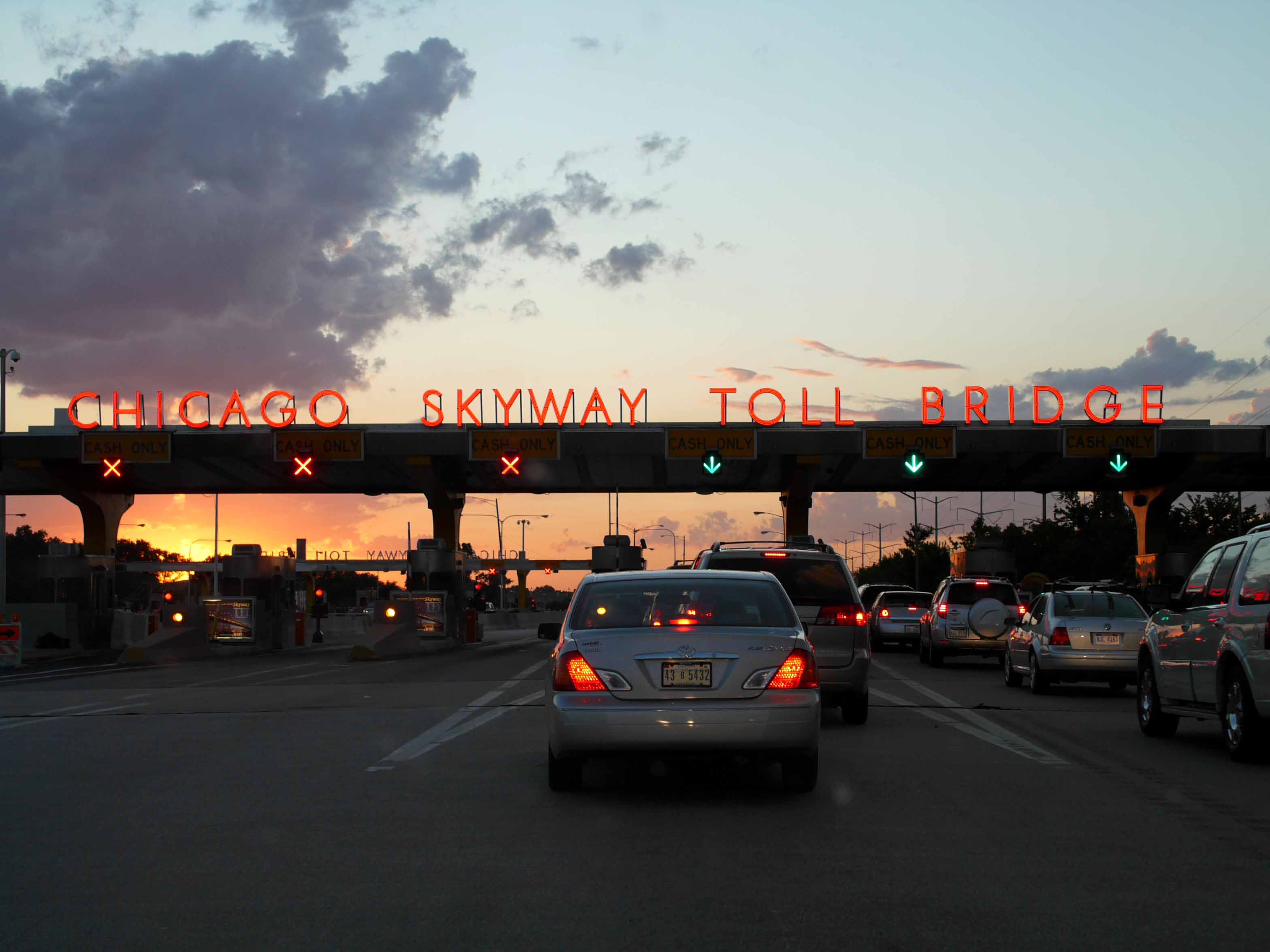
Entrée de la Chicago Skyway.

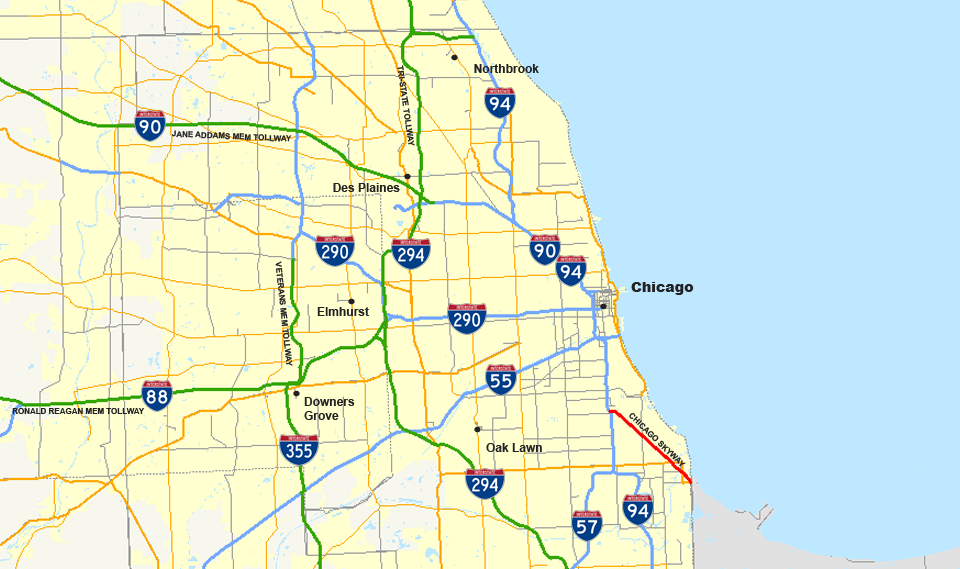
Plan du réseau autoroutier de Chicago, avec la Skyway en rouge.

Logo de la Skyway.

La Chicago Skyway est une autoroute américaine longue de 12,6 km (7,8 miles) qui relie l'Interstate 90 à la Dan Ryan Expressway à Chicago (Illinois, États-Unis). Elle traverse les quartiers sud (South Side) et s'arrête à la frontière sud-est qui délimite la ville de Chicago de l'État de l'Indiana.

## Histoire
La Chicago Skyway était à l'origine connue sous le nom « Skyway Calumet ». Elle fut ouverte au trafic le 16 avril 1958. Sa construction a coûté 101 millions de dollars (753 millions de dollars en 2008) et les travaux ont duré environ 34 mois. La Chicago Skyway a été construite comme un raccourci de la State Street, une rue principale nord-sud qui relie Downtown Chicago à South Side. 
Dans les années 1960, les toutes nouvelles Dan Ryan Expressway, Calumet Expressway, Kingery Expressway et Borman Expressway étaient des autoroutes gratuites, et la Skyway qui est une autoroute à péage est devenue beaucoup moins fréquentée. En conséquence, à partir des années 1970 jusqu'au début des années 1990, la Chicago Skyway était incapable de rembourser les dettes utilisées dans sa construction.
La principale caractéristique de la Skyway est un pont en acier long de 1/2-mile (800 m), connu sous le nom « High Bridge ». Le pont enjambe la rivière Calumet et Calumet Harbor, un grand port de commerce pour les navires de fret. La travée principale est de 650 pieds (200 m) de long et 125 pieds (38 m) de hauteur, ce qui en fait la route la plus haute de Chicago. Entre 2001 et 2004, les autorités ont dépensé 250 millions de dollars (USD) pour reconstruire une grande partie de la Skyway.
À la suite d'une augmentation annuelle des péages, le taux actuel pour les voitures particulières et des véhicules à essieux est de 3,50 $, avec des taux plus élevés pour les véhicules à essieux multiples. Un rabais est accordé pendant certaines heures de la nuit pour les véhicules à trois essieux ou plus. Cette augmentation de 50 cents est entrée en vigueur le 1er janvier 2011.

## Fréquentation
Le trafic s'est amplifié ces dernières années[Lesquelles ?] (environ 47 700 véhicules par jour), en partie à cause de la construction de plusieurs casinos dans le Nord-Ouest de l'Indiana, mais aussi avec la reconstruction de la Dan Ryan Expressway et de l'influence de l'aéroport international de Gary/Chicago. La ville de Chicago revendique un nombre record d'automobilistes ayant utilisé la Skyway en 2002.